# Данковское сельское поселение (Воронежская область)
Данковское сельское поселение — муниципальное образование в Каширском районе Воронежской области.
Административный центр — село Данково.

## Административное деление
Состав поселения:
- село Данково,
- поселок Карамышево,
- поселок Рябчево.

## Население
На территории Данковского сельского поселения в настоящее время проживает 1732 человек.

## Образование
Имеется 2 школы: Данковская средняя общеобразовательная, Казмодемьяновская школа основного общего образования.